# Kreis Isole
Der Kreis Isole bildet zusammen mit den Kreisen Gambarogno, Locarno, Melezza, Navegna, Onsernone und Verzasca den Bezirk Locarno des Schweizer Kantons Tessin. Der Sitz des Kreisamtes ist in Ascona.

## Gemeinden
Der Kreis setzt sich aus folgenden Gemeinden zusammen:
| Wappen             | Name der Gemeinde  | Einwohner 31. Dezember 2023 | Fläche in km² | BFS-Nr. |
| ------------------ | ------------------ | --------------------------- | ------------- | ------- |
| Ascona             | Ascona             | 5381                        | 4,95          | 5091    |
| Brissago           | Brissago           | 1619                        | 17,89         | 5097    |
| Losone             | Losone             | 6766                        | 9,26          | 5115    |
| Ronco sopra Ascona | Ronco sopra Ascona | 524                         | 5,01          | 5125    |